# Callixalus pictus
Callixalus pictus är en groddjursart som beskrevs av Laurent 1950. Callixalus pictus ingår i släktet Callixalus och familjen gräsgrodor. IUCN kategoriserar arten globalt som sårbar. Inga underarter finns listade.